# Redstone Lake, Sudbury
Redstone Lake är en sjö i Kanada.   Den ligger i distriktet Sudbury och provinsen Ontario, i den sydöstra delen av landet, 500 km nordväst om huvudstaden Ottawa. Redstone Lake ligger 359 meter över havet. Arean är 1,3 kvadratkilometer. Den sträcker sig 2,2 kilometer i nord-sydlig riktning, och 3,0 kilometer i öst-västlig riktning.
I omgivningarna runt Redstone Lake växer i huvudsak blandskog. Trakten runt Redstone Lake är nära nog obefolkad, med mindre än två invånare per kvadratkilometer.